# Monte Adelung
Monte Adelung (en ruso: Гора Аделунга; también escrito en algunas fuentes como Adelunga Toghi) es el pico más alto de la cordillera Pskem (en ruso: Пскемский хребет). Localizada en el extremo norte-oriental de la provincia de Tashkent, Uzbekistán el Monte Adelung alcanza los 4301 metros de altura, sólo 2 metros por encima del cercano Monte Beshtor, situado un poco más al suroeste de la misma cordillera, y que es a menudo erróneamente identificado en algunas fuentes Web como el "punto más alto en Uzbekistán". De hecho, este honor le corresponde al Khazret Sultan, un pico con una altitud de 4643 m en la provincia de Surkhandarya.